# التدرااف، اسلینگن
التدرااف، اسلینگن (به آلمانی: Altdorf, Esslingen) یک شهرداری در آلمان است که در Esslingen واقع شده‌است.

## خصوصیات
التدرااف ۳٫۲۵ کیلومترمربع مساحت دارد ۳۵۶ متر بالاتر از سطح دریا واقع شده‌است.